# Hartsville (Tennessee)
Hartsville è un paese degli Stati Uniti d'America, situato nello Stato del Tennessee, nella Contea di Trousdale, della quale è l’unico centro abitato.